# أشوك كومار
أشوك كومار (بالإنجليزية: Ashok Kumar) هو مهندس وسياسي بريطاني، ولد في 28 مايو 1956 في أتر برديش في الهند، وتوفي في 15 مارس 2010 في المملكة المتحدة بسبب مرض. حزبياً، نشط في حزب العمال.

## مناصب
- في 1991 Langbaurgh by-election [الإنجليزية]‏، انتخب عضو البرلمان الخمسون للمملكة المتحدة عن دائرة Langbaurgh (UK Parliament constituency) [الإنجليزية]‏ خلال فترته النيابية ‏ (7 نوفمبر 1991 – 16 مارس 1992).
- في الانتخابات العامة في المملكة المتحدة 1997 [الإنجليزية]‏، انتخب عضو البرلمان الثاني والخمسون للمملكة المتحدة عن دائرة ميديلزبورو الجنوبية وكليفلاند الشرقية وقد انضم خلال فترته النيابية ‏ (1 مايو 1997 – 14 مايو 2001) للكتلة البرلمانية حزب العمال.
- في الانتخابات العامة في المملكة المتحدة 2001، انتخب عضو برلمان المملكة المتحدة الـ53 عن دائرة ميديلزبورو الجنوبية وكليفلاند الشرقية وقد انضم خلال فترته النيابية ‏ (7 يونيو 2001 – 11 أبريل 2005) للكتلة البرلمانية حزب العمال.
- في الانتخابات العامة في المملكة المتحدة 2005، انتخب عضو برلمان المملكة المتحدة الـ54 عن دائرة ميديلزبورو الجنوبية وكليفلاند الشرقية وقد انضم خلال فترته النيابية ‏ (5 مايو 2005 – 15 مارس 2010) للكتلة البرلمانية حزب العمال.